# Binh đoàn 38 (Nhật Bản)
Binh đoàn 38 (第38軍/ だいさんじゅうはちぐん/ Dai-sanjyūhachi gun) là một đơn vị cấp quân đoàn thuộc Lục quân Đế quốc Nhật Bản trong Chiến tranh thế giới thứ hai.

## Lịch sử
Nguyên tên ban đầu của đơn vị là Binh đoàn đồn trú Đông Dương (印度支那駐屯軍/ Indoshina Chutongun, Indoshina Trú đồn quân) được thành lập vào ngày 9 tháng 9 năm 1942 thuộc Đạo quân Phương Nam sau khi Nhật Bản xâm lược và chiếm đóng Đông Dương thuộc Pháp.
Ngày 12 tháng 11 năm 1944, trước nguy cơ quân Đồng minh có thể đổ bộ để chiếm lại Đông Dương thuộc Pháp ngày càng tăng, cơ cấu tổ chức của Đạo quân Phương Nam đã thay đổi, và Binh đoàn đồn trú Đông Dương được đổi tên thành Binh đoàn 38, như một đơn vị cơ động chiến lược, nhưng vẫn đóng quân ở Đông Dương thuộc Pháp như một lực lượng đồn trú như trước.
Binh đoàn 38 của Nhật Bản đã tham gia vào Chiến dịch "Ánh Trăng" (明号作戦/ めいごうさくせん/ Meigo Sakusen) vào tháng 3 năm 1945, dẫn đến việc sự thành lập của Đế quốc Việt Nam và tuyên bố độc lập khỏi sự cai trị của Pháp.
Binh đoàn 38 Nhật Bản giải giáp theo sự đầu hàng của Nhật Bản ngày 15 tháng 8 năm 1945 tại Hà Nội.

## Danh sách các chỉ huy

### Sĩ quan
|   | Tên                                            | Từ                   | Đến                  |                              |
| - | ---------------------------------------------- | -------------------- | -------------------- | ---------------------------- |
| 1 | Đại tướng lục quân, Tử tước Kazumoto Machijiri | 10 tháng 11 năm 1942 | 22 tháng 11 năm 1944 | Quân đoàn đồn trú Đông Dương |
| 2 | Trung tướng lục quân Yuitsu Tsuchihashi        | 22 tháng 11 năm 1944 | 20 tháng 12 năm 1944 | Quân đoàn đồn trú Đông Dương |
| 3 | Trung tướng lục quân Yuitsu Tsuchihashi        | 20 tháng 12 năm 1944 | tháng 9 năm 1945     | Quân đoàn 38 Nhật Bản        |

### Tham mưu trưởng
|   | Tên                                  | Từ                   | Đến                  |                              |
| - | ------------------------------------ | -------------------- | -------------------- | ---------------------------- |
| 1 | Trung tướng lục quân Saburo Kawamura | 5 tháng 12 năm 1942  | 22 tháng 11 năm 1944 | Quân đoàn đồn trú Đông Dương |
| 2 | Trung tướng lục quân Saburo Kawamura | 20 tháng 12 năm 1944 | 2 tháng 6 năm 1945   | Quân đoàn 38 Nhật Bản        |
| 3 | Thiếu tướng lục quân Teiji Koudo     | 2 tháng 6 năm 1945   | tháng 9 năm 1945     | Quân đoàn 38 Nhật Bản        |

### Sách
- Frank, Richard B (1999). Downfall: The End of the Imperial Japanese Empire. New York: Random House. ISBN 0-679-41424-X.
- Madej, Victor (1981). Japanese Armed Forces Order of Battle, 1937-1945. Game Publishing Company. ASIN: B000L4CYWW.